# Tephritomyia lauta
Tephritomyia lauta är en tvåvingeart som först beskrevs av Friedrich Hermann Loew 1869.  Tephritomyia lauta ingår i släktet Tephritomyia och familjen borrflugor. Inga underarter finns listade i Catalogue of Life.